# Gino Fantin
Gino Fantin (Venezia, 20 settembre 1923 – Milano, 5 dicembre 1997) è stato un giornalista italiano.

## Biografia
Iniziò la sua carriera nel 1942 nella redazione del «Gazzettino». dopo una breve pausa durante la Repubblica di Salò, vi 
ritornò nel dopoguerra, come redattore e inviato. Nel 1956 passò al «Corriere della Sera», assunto dal direttore di allora, Mario Missiroli. Fece carriera al «Corriere d'Informazione», fino ad assumerne la direzione tra il 1978 ed il 1979. Ritornato al «Corriere», fu inviato speciale per il Veneto fino al 1985, anno in cui lasciò il quotidiano di via Solferino.
 
Da allora iniziò una lunga collaborazione con l'amico Enzo Biagi, che lo volle al suo fianco in tutte le trasmissioni giornalistiche televisive realizzate, tra cui Il Fatto. Tale attività lo impegnò fino alla morte, sopraggiunta a causa di un incidente stradale.